# Łaziska (województwo opolskie)
Łaziska (dodatkowa nazwa w j. niem. Lasisk, śl. Łajziska) – wieś w Polsce, położona w województwie opolskim, w powiecie strzeleckim, w gminie Jemielnica.

## Nazwa
Nazwa pochodzi od polskiej nazwy drapieżnego ssaka łasicy. Do grupy miejscowości na Śląsku, których nazwy wywodzą się od tego zwierzęcia - "von łasica = Wiesel" zalicza ją niemiecki geograf oraz językoznawca Heinrich Adamy. W swoim dziele o nazwach miejscowych na Śląsku wydanym w 1888 r. we Wrocławiu wymienia wcześniejszą od niemieckiej nazwę wsi w polskiej formie "Łazisko" podając jej znaczenie jako "Wieselort" czyli w tłumaczeniu "Wieś łasic". Niemcy początkowo zgermanizowali nazwę miejscowości na "Laziska", a później na Lasisk w wyniku czego utraciła ona swoje pierwotne znaczenie.
W 1295 r. w kronice łacińskiej Liber fundationis episcopatus Vratislaviensis (pol. Księga uposażeń biskupstwa wrocławskiego) miejscowość wymieniona jest jako Lazische we fragmencie Lazische decima more polonico jako wieś założona na prawie polskim. W 1896 r. nazwy Łazisk, Lazisk i Lasisko wymienia śląski pisarz Konstanty Damrot. Słownik geograficzny Królestwa Polskiego wydany w latach 1880–1906 wymienia miejscowość pod polską nazwą Łaziska oraz niemiecką Lazisk.
Ze względu na słowiańskie pochodzenie w 1936 r. w miejsce zgermanizowanej nazwy Lasisk nazistowska administracja III Rzeszy wprowadziła nową, całkowicie niemiecką - Läsen.

## Historia
Niektórzy upatrują początków osady w działalności łazęgów, którzy z książęcego rozkazu wypalali lasy aby w ten sposób pozyskać nowe obszary pod uprawę i  zabudowę. Pierwsza wzmianka o istnieniu Łazisk pochodzi z 1300 r. W 1323 r. książę Albert strzelecki podarował wieś klasztorowi w Jemielnicy wraz z łąkami, polami i pasiekami, a dwa lata później pozwolił też zakładać młyny i karczmy oraz polować w lasach. Zakonnicy mogli też sprawować sądy nad mieszkańcami. W tym czasie wieś nazywano Lasicz, Lasicze, Laziscz i Laschicze. W Urbarzu Strzelec z 1534 r. odnotowano:” Przy Łaziskach jest las dębowy i bukowy. Gdy z dębów lecą żołędzie a z buków szyszki to żywią się nimi dziki.  W Łaziskach jest tartak, młyn z dwoma kołami i ubijak. Zajmują się tu pszczelarstwem. Mieszkańcy polują przy pomocy wnyków.  Jak upolują lisa lub kunę to muszą odnieść je do zamku w Strzelcach gdzie otrzymują za skórę 12 groszy. Roznoszą listy do Lublińca i Toszka i chwytają młode i stare konie”. Wieś oddawała do klasztoru jemielnickiego dziesięcinę a na rzecz zamku strzeleckiego odrabiała pańszczyznę. W 1615 r. Łaziska należały do Jerzego Rederna młodszego. Według mnicha jemielnickiego Roberta Sambuciusa w 1662 r. we wsi były 154 dusze i 2 niekatolicy. W 1766 r. na polecenie hr. Colonny ze Strzelec sprowadzono do Łazisk bielarzy, którzy założyli tu bielarnię. Dwie bielarnie powstały jeszcze w 1830 r. W 1783 r. we wsi było 13 gospodarzy, 7 zagrodników i 4 chałupników. Na początku XIX w. Łaziska liczyły 205 mieszkańców, w połowie  573 a pod koniec 745 w tym 15 ewangelików. W 1830 r. wioska należała do hr. Renarda ze Strzelec. Było tam 60 domów, 2 młyny, młyn papierowy, tartak, leśnictwo i 3 smolarnie. Dwa lata później powstała szkoła. Na miejscu młyna papierowego  w połączeniu z tartakiem w 1835 r. powstała fabryka drutu, gwoździ oraz igieł potocznie zwana druciarnią. Surowiec potrzebny do produkcji przywożono na wozach z Ozimka, tam też odwożono wyprodukowany drut.  Produkcja wynosiła 1196 cetnarów tj. 61531 kg różnego rodzaju drutu a zajmowali się nią  kierownik i 25 robotników. Druciarnia uległa likwidacji po pożarze w 1863 r. Na jej miejscu planowano zbudować młyn lecz pomysł nie został zrealizowany a posiadłość przejął młynarz Kazik. Hrabia Renard sprzedał Łaziska w 1855 r. spółce „Minerwa”.  W 1861 r. gmina wiejska Łaziska liczyła 17 gospodarzy, 9 zagrodników i 39 chałupników. Było tam 70 domów mieszkalnych, 82 budynki gospodarcze i 2 bielarnie, młyn, karczma, 2 mieszkania dla leśniczych oraz torfowisko o powierzchni 72 morgi eksploatowane przez spółkę „Minerwa”. Do szkoły chodziło wtedy 129 dzieci. Obszar wsi bez folwarku w 1864 r. wynosił 344 ha. W 1896 r. do dwuklasowej szkoły chodziło 168 dzieci katolickich, 2 ewangelików i 2 Żydów.  W 1905 r. we wsi mieszkało 776 osób, 119 na Bokowem i 6 w młynie Wolnego. Łaziska w 1912 r. należały do Franciszka hr. Tiele - Winklera z Mosznej.  Powierzchnia posiadłości wynosiła 4337 ha z tego na pola przypadały 39 ha, łąk było 258 ha a lasów 3985 ha, reszeta to place i drogi, oraz cegielnia Jaświn. We wsi mieszkało wtedy 921 mieszkańców.  W 1926 r. założono w Łaziskach straż pożarną. Początkowo składała się ona z 25 strażaków na czele z komendantem Franciszkiem Guzikiem. W 1927 r. do wsi dotarła elektryczność. Pierwszy rower miał Franciszek Muschkiet, motocykl kupiec Eidam natomiast samochód leśniczy Reisch.  W 1935 r. obszar wsi wynosił 540 ha. Na czele wsi stał karczmarz Franciszek Guzik. W szkole uczyli Wilhelm Wolf, Emil Pieper i Jerzy Tschauder.  W czasie wojny w 1942 r. było tu 7 gospodarzy  i 47 chałupników pracujących w okolicznych hutach i kopalniach. Mieszkało tu 971 osób. Na czele wsi stał Filip Gruschka. W 1945 r. wieś przyjęła nazwę Łaziska. Odwiedzając Łaziska warto zwrócić uwagę na: kaplicę na rynku, budynek dawnej szkoły, kościół filialny i lasy ze śródleśnymi stawami.